# Viktor Tausk
Viktor Tausk (Žilina, 12. ožujka 1879. – Beč, 3. srpnja 1919.), jedan od začetnika psihoanalize i neurologije. Bio je učenik Sigmunda Freuda. 

## Životopis
Mladost je proveo u Sarajevu, Bosna i Hercegovina, gdje je njegov otac, Herman Tausk, radio kao austrougarski službenik. U tom razdoblju Viktor Tausk radi i u Mostaru, Kladnju, Beogradu, te objavljuje i kratke priče i jednu dramu. Mnogobrojna obitelj Tausk nastavlja živjeti u Sarajevu i drugim gradovima, a Viktor odlazi u Beč. Njegov brat Mirko Tausk jedan je od pokretača Radničkog štrajka u Sarajevu.
Godine 1919. odvaja se od Freuda, te objavljuje rad pod imenom "Utjecajan stroj". Freud odbacuje njegove teorije, te Viktor Tausk, i pored svih napora, ne uspijeva izaći iz sjene svoga "oca". Odlazi na tretman kod Helene Deutsch, ali ubrzo upada u "ljubavni trokut" u kojem su, pored njega - Sigmund Freud i Lou Andreas-Salome. U jutro 3. srpnja 1919. izvršava samoubojstvo.

## Poveznice
- Sigmund Freud
- Psihoanaliza
- Shizofrenija